# Hostaceae
Famille
Classification APG (1998)
Classification APG II (2003)
Classification APG III (2009)
Les Hostaceae sont une famille botanique de plantes monocotylédones. 
Quand elle est reconnue, il s'agit d'une petite famille dont un nom encore plus ancien est Funkiaceae. 

## Étymologie
Le nom vient du genre Hosta donné en l'honneur du médecin et botaniste autrichien Nicolaus Thomas Host (en).

## Classification
Une famille sous ce nom fut parfois reconnue par certains systèmes de taxonomie végétale, tels que :
- la classification de Dahlgren (de Rolf Dahlgren),
- la classification de Thorne,
- le système Reveal (en).

Aujourd'hui, ces plantes sont classées dans la famille des Agavacées.